# Kasō
Kasō (花葬?) è un brano musicale del gruppo musicale giapponese de L'Arc~en~Ciel, pubblicato come secondo singolo estratto dall'album Ray il giorno 8 luglio 1998, contemporaneamente ai singoli Honey e Shinshoku ~Lose Control~.
Il singolo ha raggiunto la quarta posizione della classifica Oricon dei singoli più venduti in Giappone, rimanendo in classifica per trenta settimane e vendendo 1 009 920 copie Il singolo è stato ripubblicato il 30 agosto 2006..

## Tracce
CD Singolo KSD2-1205
1. Kasō - 5:09

## Classifiche
| Classifica (1998) | Posizione più alta |
| ----------------- | ------------------ |
| Giappone (Oricon) | 4                  |